# Stazione di Kokudō
La stazione di Kokudō (国道駅?, Kokudō-eki) è una fermata ferroviaria situata nel quartiere di Tsurumi-ku della città di Yokohama, nella prefettura di Kanagawa in Giappone che serve la linea Tsurumi della JR East.

## Linee
East Japan Railway Company
■ Linea Tsurumi

## Struttura
La fermata è realizzata su un alto viadotto, con le due banchine collegate al livello del suolo da ingressi indipendenti.
| 1 | ■ Linea Tsurumi |  | per Bentembashi, Asano, Hama-Kawasaki, Umishibaura e Ōkawa |
| 2 | ■ Linea Tsurumi |  | per Tsurumi                                                |

## Stazioni adiacenti
| «             | Servizio      | »             |
| Linea Tsurumi | Linea Tsurumi | Linea Tsurumi |
| ------------- | ------------- | ------------- |
| Tsurumi       | Locale        | Tsurumi-Ono   |